# Tumu
Tumu è un comune ghanese situato nella Regione Occidentale Superiore, capitale del distretto di Sissala Est.

## Vie di comunicazione
Tumu è collegata con delle strade a Navrongo, a Hamile e a Wa.